# Hanseviertel (Hamburg)
Das Hanseviertel ist eine Ladenpassage in der Hamburger Neustadt zwischen Poststraße, Große Bleichen und Hohe Bleichen. Es wurde am 14. November 1980 eröffnet und bietet auf 8.500 m² Platz für 60 Geschäfte. Bauherr und Eigentümer war die Allianz Lebensversicherungs-AG, die die Immobilie im August 2018 an die US-amerikanische CBRE Group verkaufte. Der Gebäude-Komplex umfasst zusätzlich ein Hotel, Büros, Wohnungen und ein Parkhaus und ist insgesamt 45.000 m² groß.
Das Quartier gilt als bedeutendes Exemplar der Postmoderne. Die Architektur orientiert sich an der Backsteintradition Hamburgs und im Gegensatz zu anderen modernen Einkaufszentren an klassischen Geschäfts- und Passagenhäusern wie dem bereits 1881 auf der gegenüberliegenden Straßenseite entfernten Sillem’s Bazar. Seit Januar 2018 steht das Hanseviertel unter Denkmalschutz; das Denkmalschutzamt ist in zwei Obergeschossen des Hanseviertels angesiedelt. Vorher gab es Abrisspläne für das Areal, gegen die öffentlicher Protest laut wurde.

## Geschichte
1970 kaufte eine britische Immobiliengesellschaft ein Paket von Grundstücken mit schlechter Bausubstanz zwischen Poststraße und Große Bleichen, reichte es dann aber nur an die Allianz Lebensversicherung weiter.
Auf 30 vormaligen Einzelgrundstücken, auf denen sich sogar noch eine Kriegsruine befand, entstand nach Entwurfsplanung ab 1974 ab 1978 das Hanseviertel. Das Richtfest war am 27. Juni 1980, die Eröffnung fand nach einer Bauzeit von zweieinhalb Jahren am 14. November 1980 statt. Ein Jahr später folgte das Hotel und 1983 das Parkhaus. Laut der Handelskammer Hamburg lag das Passantenaufkommen 1983 bei etwa 20.000 pro Tag.
Im November 2017 wurde bekannt, dass das Hanseviertel innerhalb der folgenden Jahre abgerissen werden sollte, da es sich wirtschaftlich nicht mehr trage. Geplant war ein weit höherer Komplex mit Geschäften, Büros und etwa 100 Wohnungseinheiten. Der Anfang 2018 festgestellte Denkmalstatus konnte den Abriss verhindern.

## Architektur

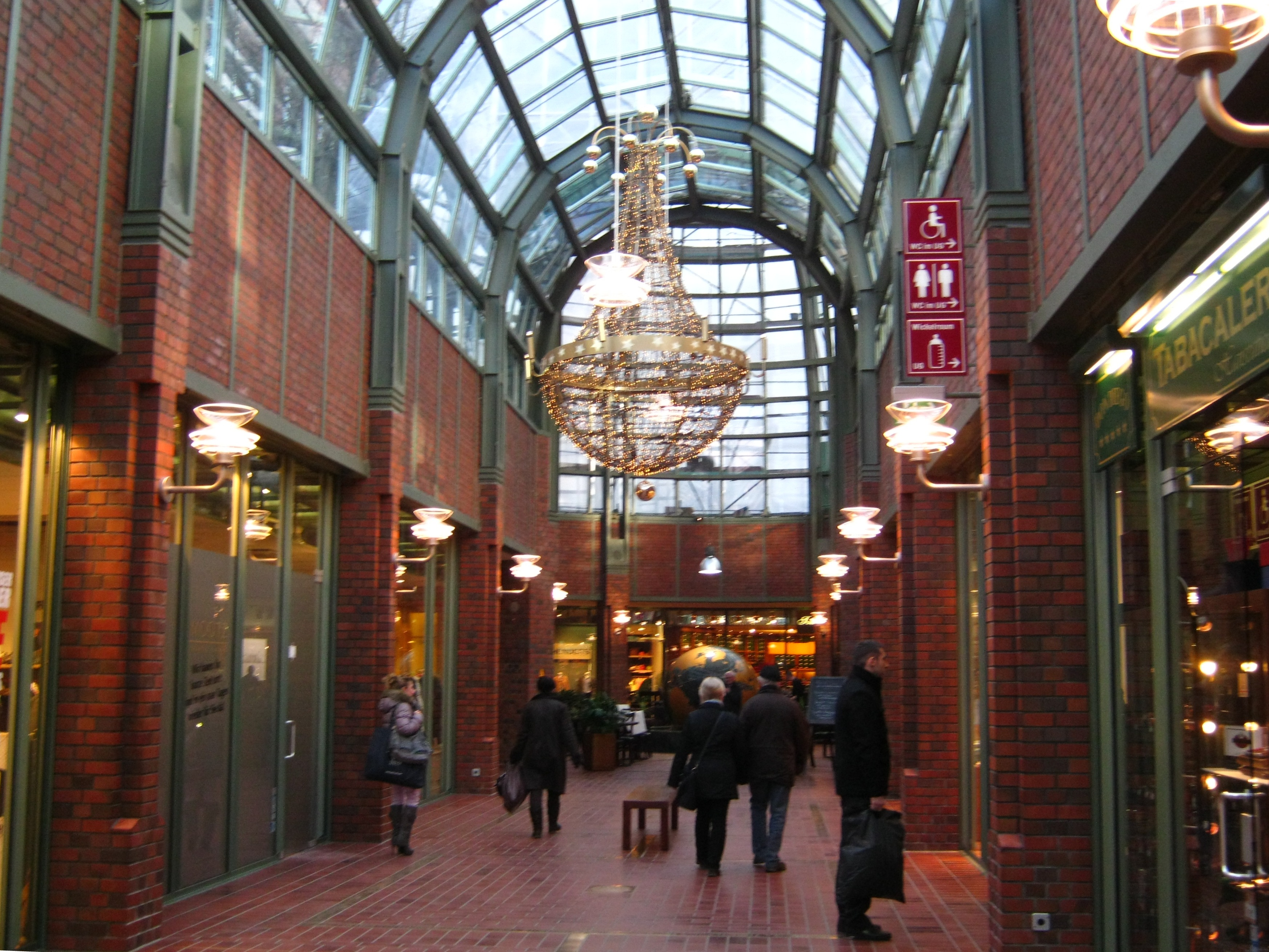
Hauptgang mit Blick auf die große Rotunde mit Weltkugelbrunnen (2013)

Der Haupteingang liegt an den Straßen Poststraße und Große Bleichen unter einer nach innen gewölbten (konkaven) Konstruktion aus Rotklinkern und Backsteinen, die durch ein Glockenspiel mit 23 Glocken aus Bronze ergänzt wird, das jede volle Stunde eine andere Melodie spielt. Von dem Hamburger Architekten Volkwin Marg vom Büro Meinhard von Gerkan, Volkwin Marg und Partner wurde die Passage mit einem vollkommen durchfensterten Tonnengewölbe, zwei Rundbauten (Rotunden) darin mit Glaskuppeln überdacht.

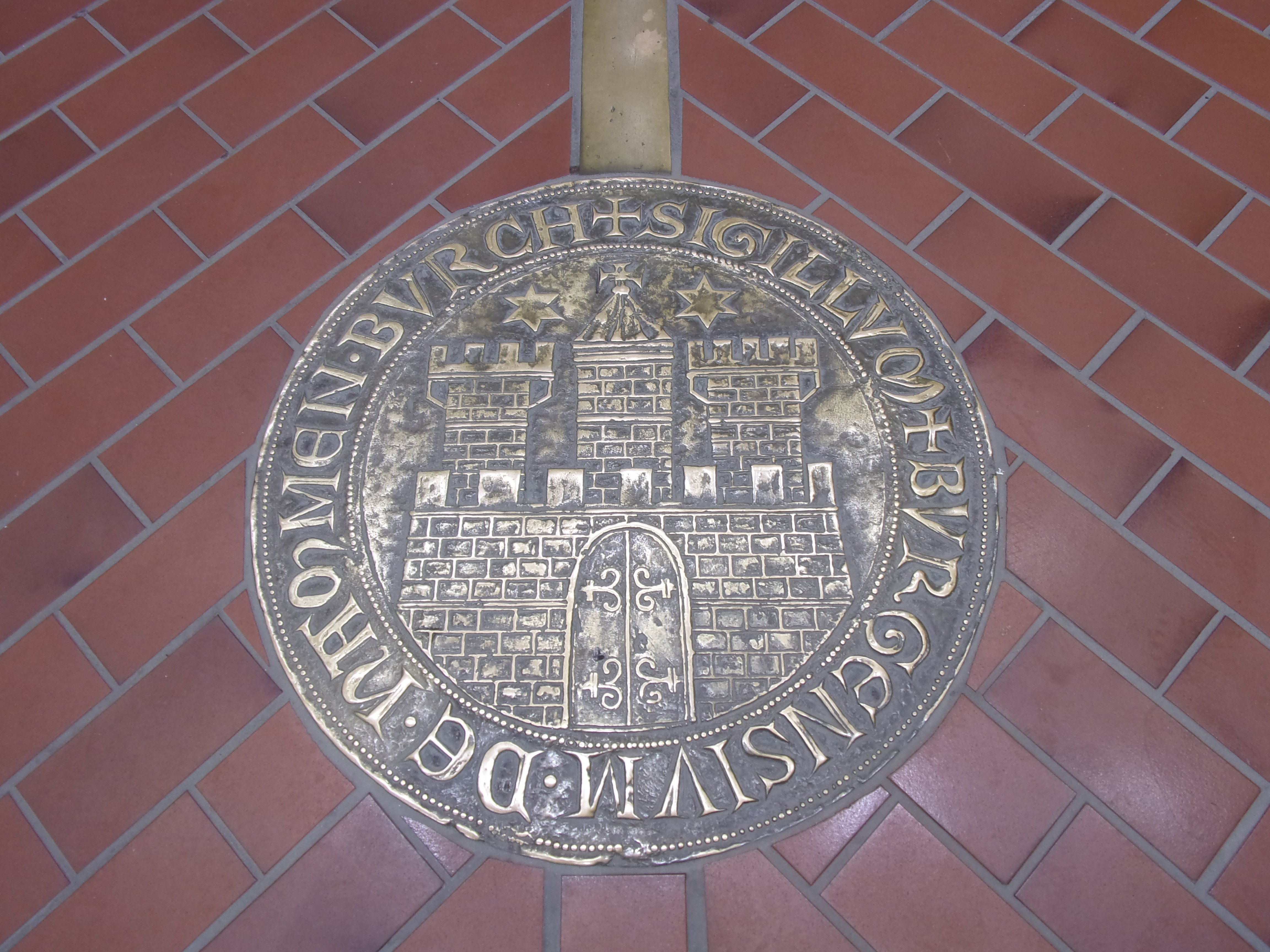
Stadtwappen von Hamburg im Boden

In die Böden aller Gänge sind Bronze-Intarsien mit Urkundentexten und 17 Wappen von Hansestädten eingelegt, darunter neben Hamburg auch Bergen, Danzig, Königsberg, La Rochelle, Reval und Riga.

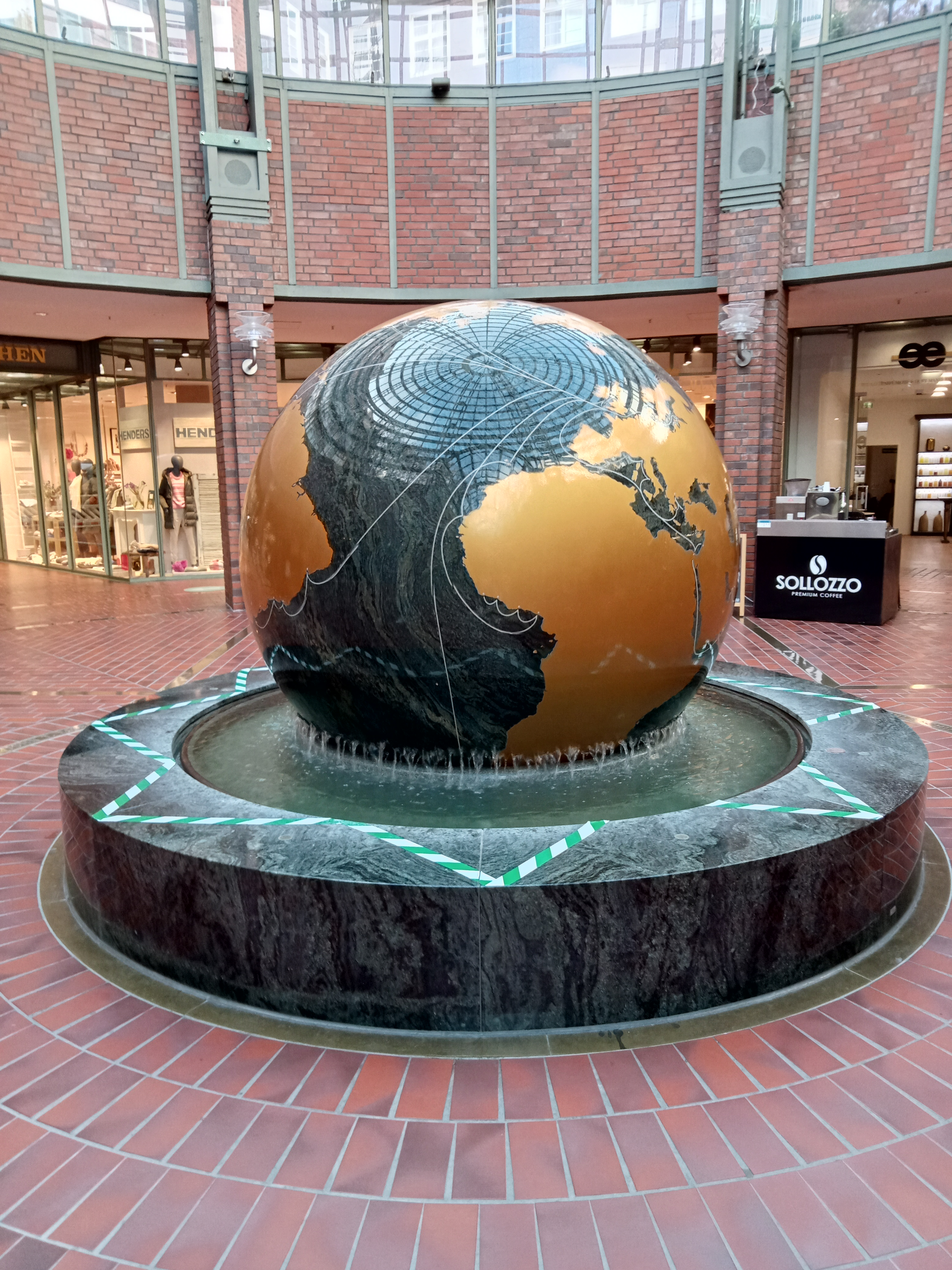
Weltkugelbrunnen in der Rotunde am ursprünglichen Platz (2021)

## Weltkugelbrunnen
Im nach oben offenen Keller der großen Rotunde waren von 1980 bis 2007 Restaurants der Mövenpick-Gruppe untergebracht. Nachdem man keinen Nachmieter gefunden hatte, wurde die Kellerdecke zum Erdgeschoss geschlossen und darauf 2012 ein Brunnen mit einer 205 cm großen und 13 t schweren schwimmenden Weltkugel aus Granit mit Handelsrouten Hamburger Reedereien gestellt, deren Konzept ebenfalls von Marg stammte und die die größte Granitkugel Westeuropas war. Nachdem im wieder geöffneten Keller seit Juli 2024 erneut Restaurants betrieben werden, wurde der Brunnen 2021 entfernt und im Februar 2024 nach Überarbeitung vor dem Haupteingang aufgestellt.

## Nutzung
Der Gebäude-Komplex Hanseviertel umfasst 45.000 m² und besteht aus 60 Geschäften, vier Restaurants, einem Parkhaus mit 440 Stellplätzen, 51 Büroeinheiten und 16 Wohnungen – wobei der Bereich der eigentlichen Einkaufspassage 9000 m² umfasst. Zum Ensemble gehört auch das Broschek-Haus, in diesem und Nebengebäude befindet sich auf 10.000 m² das Renaissance Hamburg Hotel der Marriott-Gruppe.

## Zum Hanseviertel gehörende historische Häuser an den Straßenseiten
Alle wirtschaftlich zum Hanseviertel gehörenden historischen Häuser stehen ebenfalls unter Denkmalschutz.

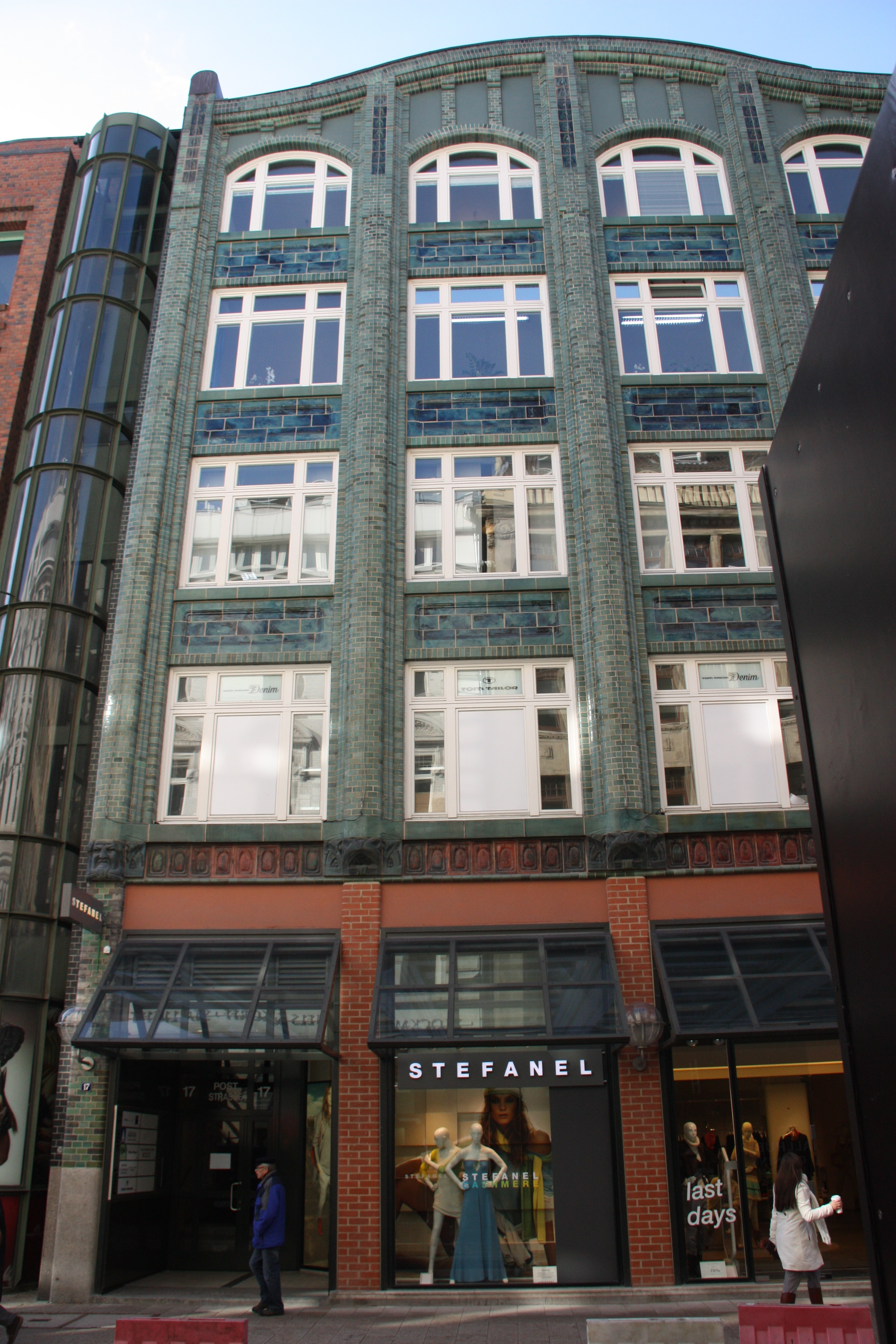
Australhaus (1903–6; Architekten: Frejtag & Wurzbach) Poststraße 17–19
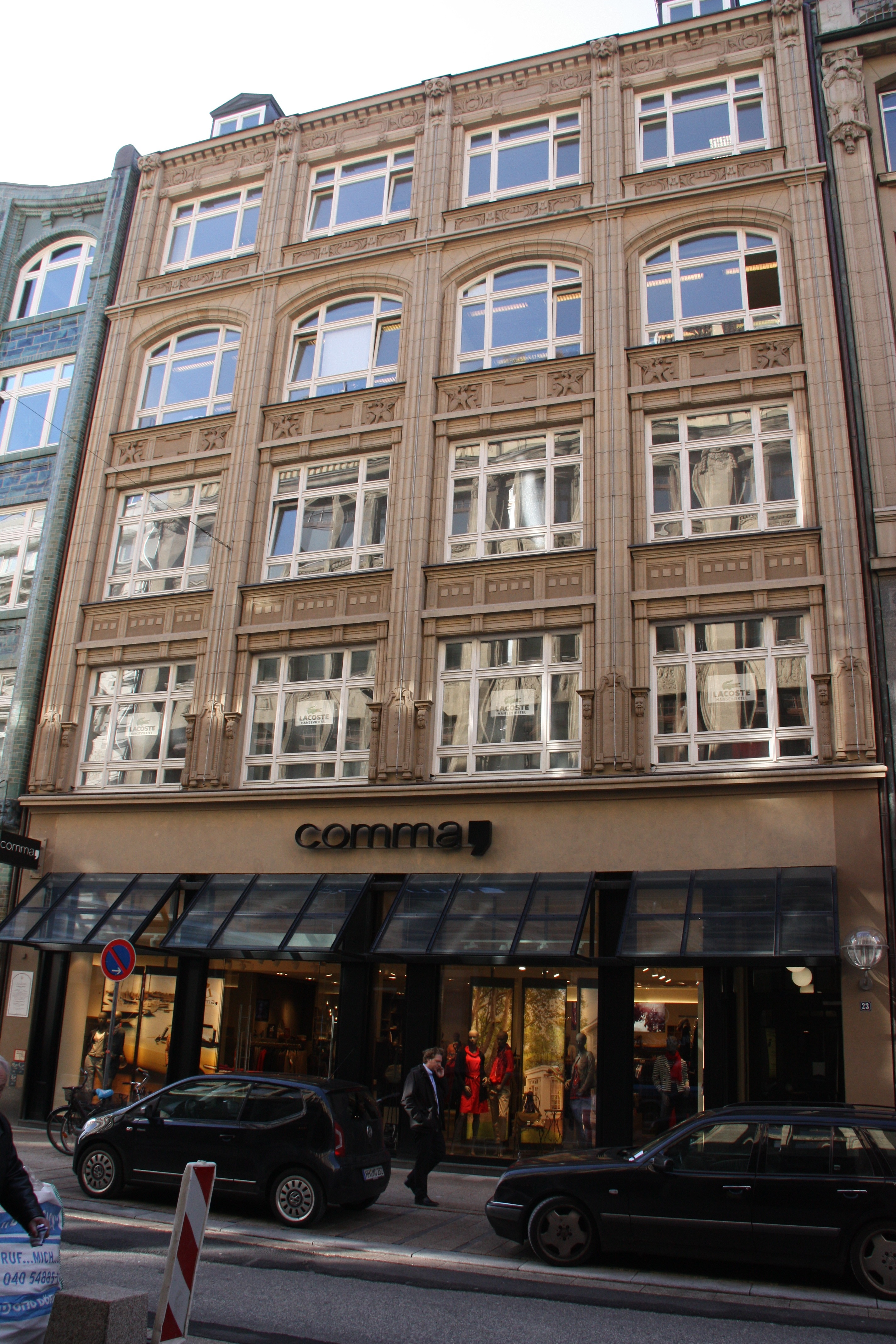
Barnbrock-Haus (1906; Ricardo Bahre) Poststraße 21–23
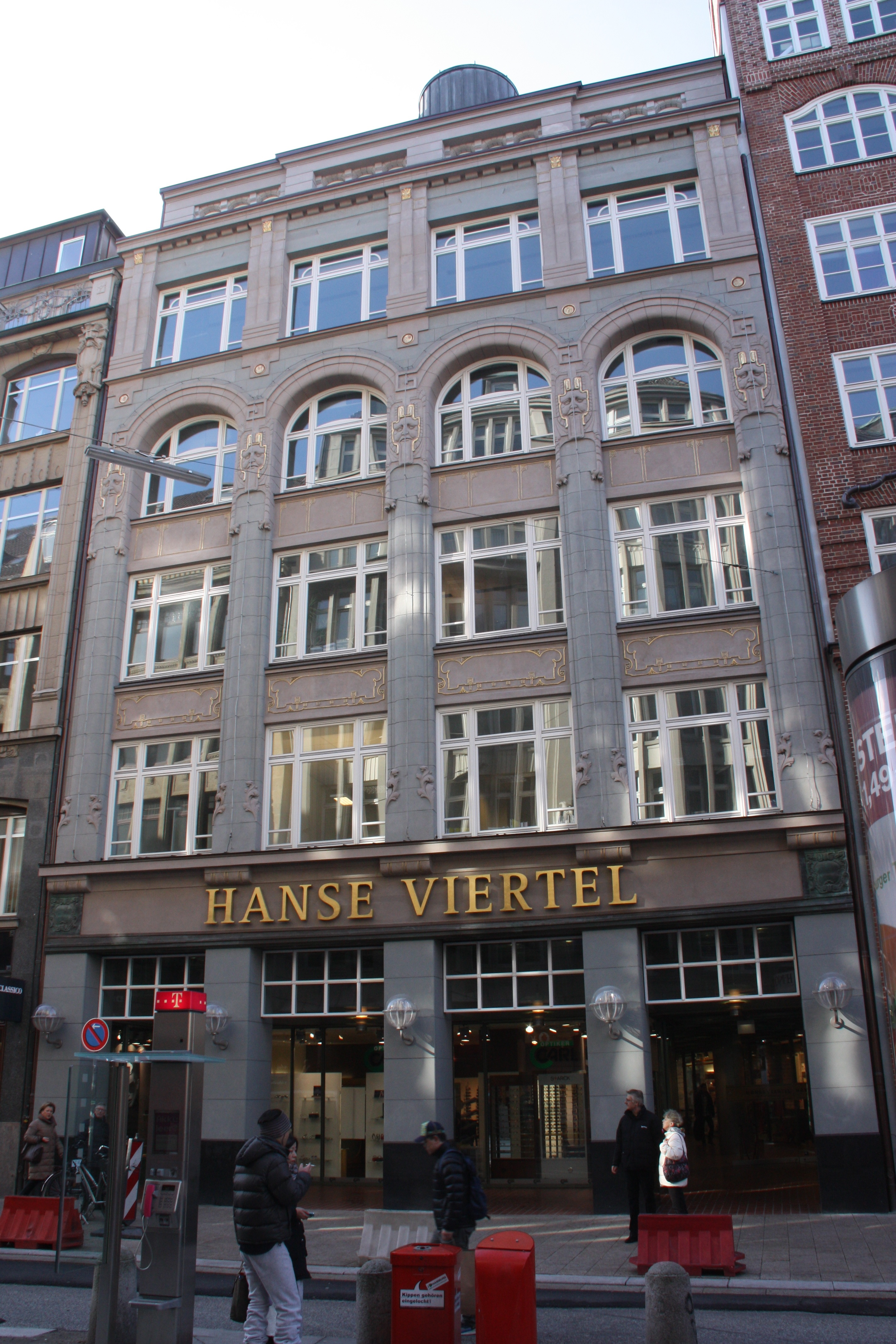
Haus Ottoburg (1907; Heinrich (Hermann)[26] Kaune) Poststraße 29–31 mit dem linken Teil des Eingangs Poststraße zum Hanseviertel
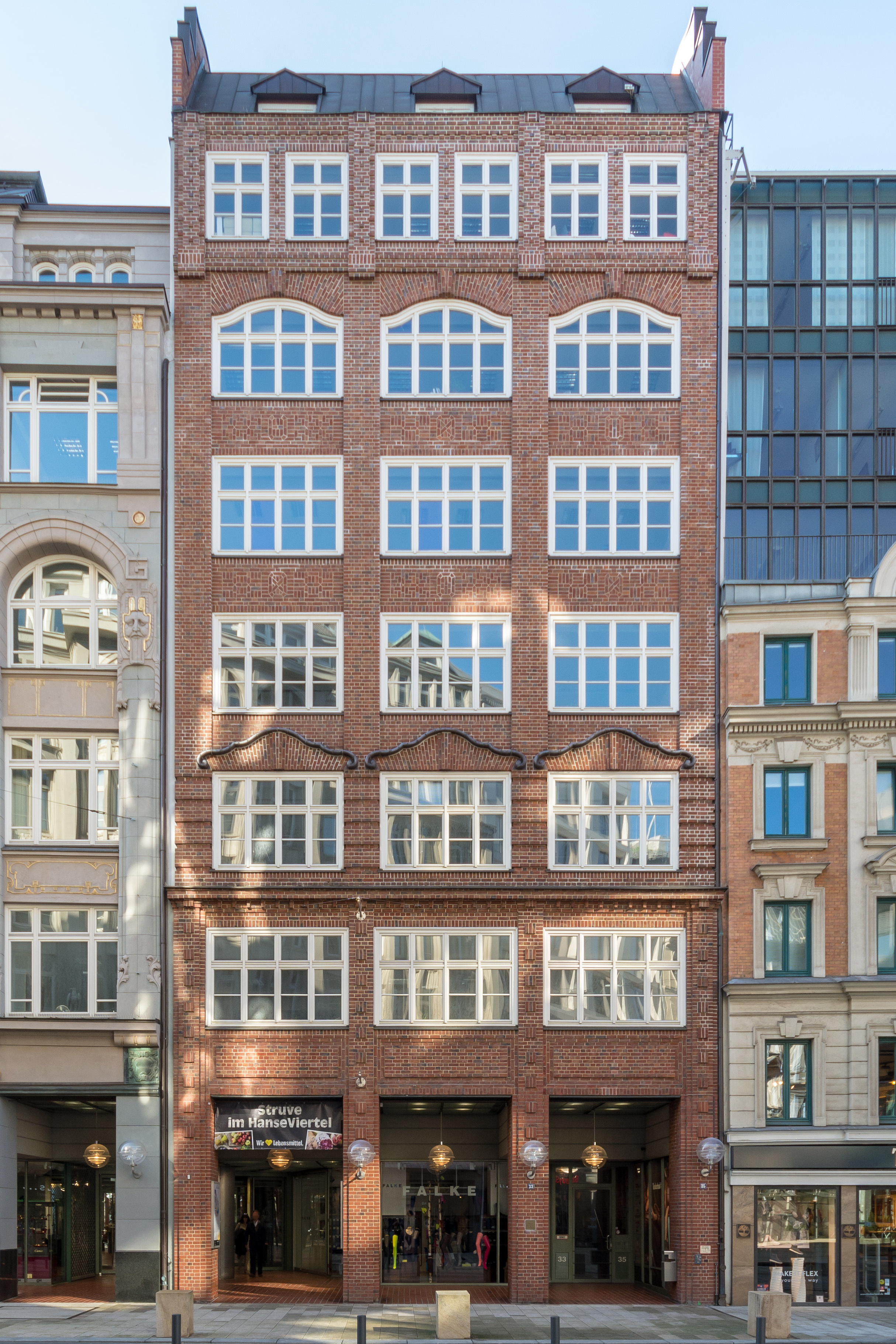
Blücherhaus (1913; C. F. Christens) Poststraße 33 mit dem rechten Teil des Eingangs Poststraße
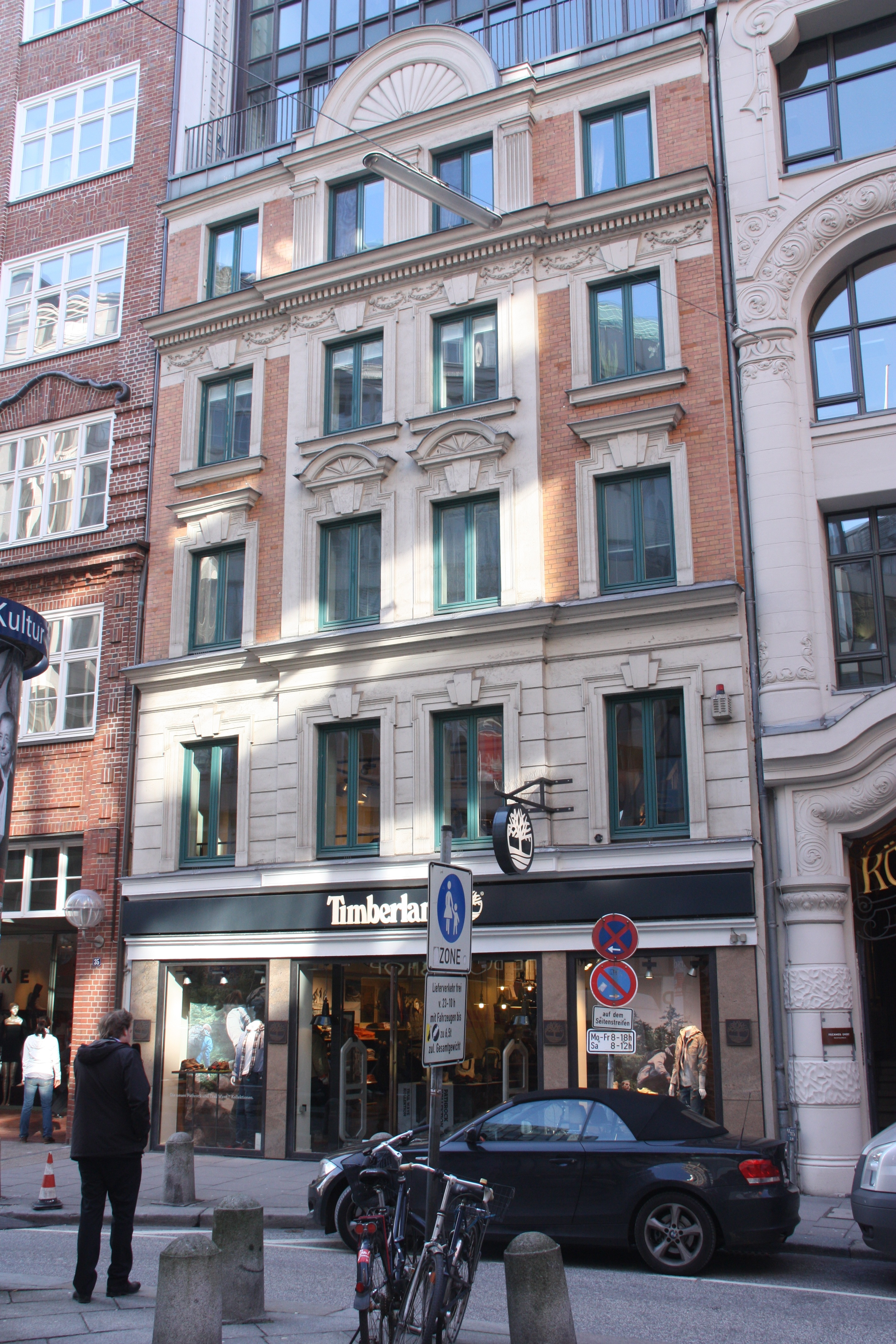
Klopstockhaus (1878–80; Rockstrohen/Albers) Poststraße 35
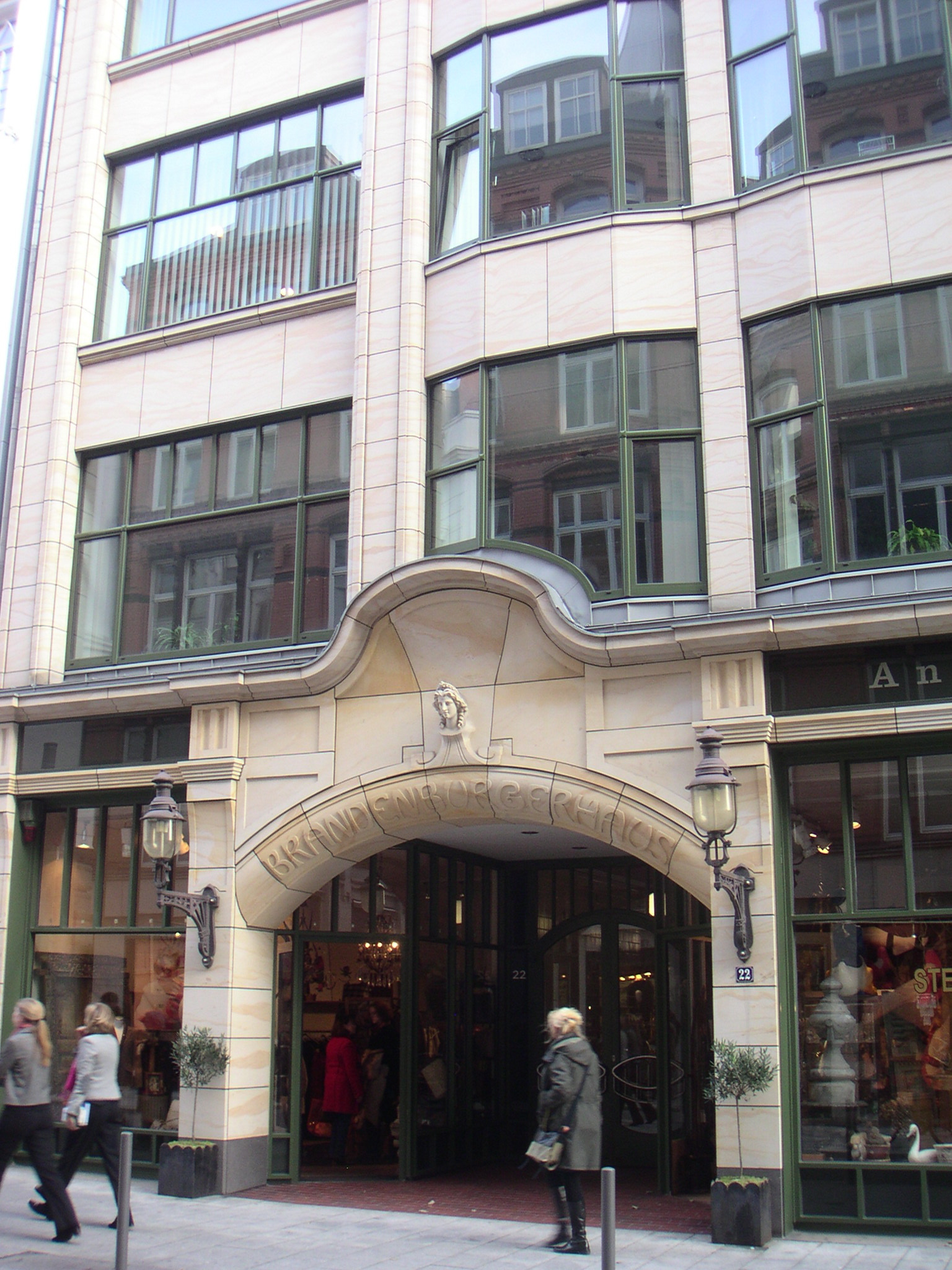
Brandenburgerhaus (1907–9; Johannes Wald) Hohe Bleichen 22
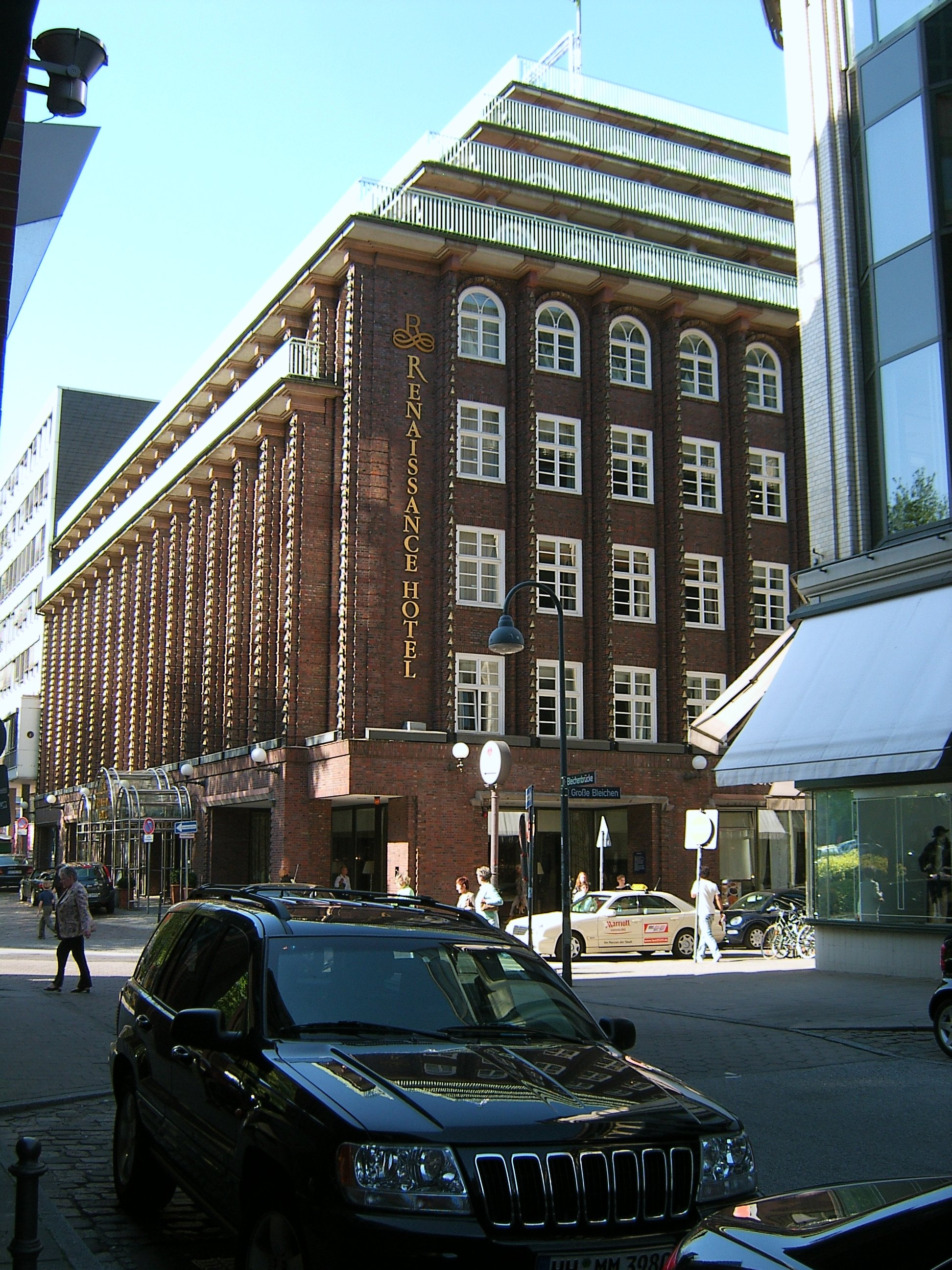
Broschek-Haus (1925/6; Fritz Höger) Große Bleichen 36/Heuberg

## Trivia
- Unterhalb des Glockenspiels am Haupteingang ist ein ungefähr zwanzig Ziegel hoher hellerer Bereich zu sehen, in dem das Wort „POLEN“ in dunkleren Klinkern zu lesen ist. Von den 120 Maurern des damals staatlichen polnischen Unternehmens Budimex, die aufgrund von drohender Terminüberschreitung der Fertigstellung angeheuert worden waren, hatten einige die Ziegel nach Farbe sortiert und die helleren für den Hintergrund und die dunkleren für die Schriftzeichen verwendet.[8] Der Architekt Marg gab später an, dass der Schriftzug beim Bezug noch deutlicher zu sehen gewesen war und offenbar auf Geheiß des Eigentümers durch Nachbearbeitung der Klinker abgeschwächt wurde.[27]

- Von 1980 bis zur Einstellung des Restaurants Mövenpick im Jahr 2007 spielte dort der Barpianist Hans Rahner, anfangs Mittwoch bis Sonntag am frühen Abend, später nur noch zwei-, dann einmal die Woche. Er galt mit am Schluss über 100 Jahren als ältester Barpianist Deutschlands.[28]

- Die schwedische Modekette H&M eröffnete 1980 im Hanseviertel ihre erste Filiale in Deutschland.

- Das in der Hamburger Innenstadt seit 1826[29] ansässige Schreibwarengeschäft Schacht & Westerich hatte von 1980 bis zur Insolvenz 2015 sein Hauptgeschäft im Hanseviertel.

- Bei Eröffnung war das Hanseviertel mit 280 m nicht nur die längste Ladenpassage Europas,[17] im Supermarkt im Untergeschoss befand sich auch die mit 17 m längste Tiefkühltruhe Europas.[30]

- Ab 1987 befand sich in einem Treppenhaus von der Poststraße aus die Kunsttreppe, auf der jeden Monat ein Hamburger Künstler seine Werke eine Woche lang präsentieren und auch verkaufen konnte. Nach 10 Jahren wurde bereits die 101. Ausstellung eröffnet und ein Bildband herausgegeben.[31] Das von einem Hamburger-Abendblatt-Redakteur gegründete Format zog im Herbst 2005 in Räume des Abendblatts.[32]